# Mitanni
Mitanni var ett forntida rike i nuvarande norra Syrien cirka 1500–1300 f.Kr. Rikets kärnområde låg i Khaburs floddal där hurriter utgjorde majoriteten av befolkningen. När riket stod på höjden av sin makt var det minst lika mäktigt i Främre Orienten som Egypten och Babylon. Det omfattade då ett område från den syriska Medelhavskusten i väster, över södra Anatolien och norra Mesopotamien till Zagros bergskedja i öster. 
Mitanni-riket med sitt centrum i vad vi nu kallar Syrien hade kontroll över hela området från Eufrat i väster till Zagrosbergen i öster, och staden Assur måste ha lydit som vasall under Mitanni.

## Den indoiranska kopplingen
Möjligen fanns inom Mitanni-rikets styrande klass en minoritet av indoiranier, besläktade med forniranska folkslag och vediska indierna. Mitannis kungar bar indoariska namn och ett stort antal indoiranska lånord och gudanamn användes. Detta övertygande det tidiga 1900-talets forskare i tidens anda att Mitannis härskarskikt bestod av indoiranier som genom sin överlägsna stridskonst med hästar och stridsvagnar gjort sig till herrar över hurriterna. De indoiranska namnen kan även möjligen förklaras med att hurriterna tagit emot starka kulturella influenser österifrån av de indoiranska folken där.

## Historia
Den första härskaren av Mitannis dynasti var den legendära Kirta som regerade omkring 1500 f.Kr. Under hans tid var Mitanni endast ett litet kungarike i Khaburs floddal. Hettiternas förstörelse av Babylon, liksom av grannriket Yamhad, under 1500-talet f.Kr. gynnade Mitanni. Kung Barattarna av Mitanni utökade sitt rike västerut till Halab (Aleppo) och gjorde Idrimi av Alalakh till sin vasallkung. Landet Kizzuwatna i väster underkastade sig Mitanni och Arrapha och Assyrien i öster hade blivit vasallriken till Mitanni vid mitten av 1400-talet f.Kr. Rikets makt växte under Shaushtatars styre, men hurriterna var angelägna om att hålla hettiterna borta uppe i Anatoliens högland. Kizzuwatna i väster och Ishuwa i norr blev viktiga allierade mot de fientliga hettiterna.
Mitanni kom i strid med Egyptens faraoner över kontrollen av Syrien, men efter en serie sammandrabbningar slöt de fred och bildade ett förbund. Under Shuttarnas regeringstid i början av 1300-talet f.Kr. var förhållandet mellan de två länderna mycket vänskapligt. Shuttarna skickade sin dotter Kilu-Hepa till Egypten för att hon skulle ingå äktenskap med farao Amenhotep III. Mitanni stod nu vid höjden av sin makt.
När Shuttarna dog bröt tronstrider ut i riket. Slutligen bestegs tronen av en av hans söner, Tushratta. Mitanni hade nu försvagats avsevärt och hettiterna rörde sig närmare rikets gränser. Vid denna tid försämrades även de diplomatiska förbindelserna med Egypten, och assyriernas gjorde sig fria från Mitanni. Den hettitiska kungen Suppiluliuma I invaderade Mitannis vasallriken i norra Syrien och ersatte dem med trogna undersåtar.
I rikets huvudstad Washukanni bröt en ny maktkamp ut. Hettiterna och assyrierna stödde olika tronpretendanter. Slutligen erövrade en hettisk armé Washukanni och tillsatte en av Tushrattas söner, Shattiwaza, på tronen som hettitisk vasallkung vid slutet av 1300-talet f.Kr. Kungariket hade nu krympt till att omfatta endast Khaburs floddal. Assyrierna hade dock inte gett upp sina anspråk på Mitanni. Under 1200-talet f.Kr. besegrade assyrierna Mitanni, eller Hanigalbat som de kallade det, och införlivade det med Assyrien.

## Mitannis kungar
- Kirta (cirka 1500 f.Kr.)
- Shuttarna I
- Parattarna	(cirka 1475 f.Kr.)
- Parsatatar, troligen samma kung som ovan
- Shaushtatar	(cirka 1450 f.Kr.)
- Artatama I
- Shuttarna II	(cirka 1375 f.Kr.)
- Artashumara
- Tushratta	(cirka 1350 f.Kr.)
- Shuttarna III, son till Artatama II, troninkräktare
- Shattiwaza	(cirka 1325 f.Kr.)
- Shattuara I
- Wasashatta (cirka 1300 f.Kr.)
- Shattuara II, troligen samma kung som Shattuara I

Dateringarna är ungefärliga och bygger på den assyriska och låga egyptiska kronologin.